# Dominique Eade
Dominique Frances Eade (16 de junio de 1958)  es una cantante y compositora de jazz estadounidense. Ha enseñado en el Conservatorio de Nueva Inglaterra. 

## Carrera
Asistió a Vassar College y al Berklee College of Music antes de terminar su carrera en el Conservatorio de Nueva Inglaterra en Boston en 1984.  Eade estaba en una banda de jazz con Joe McPhee llamada Naima en la década de 1990.  En 1989 se convirtió en la primera intérprete de jazz en recibir el Diploma de Artista NEC del Conservatorio de Nueva Inglaterra. 

## Discografía
- The Ruby & The Pearl (Accurate, 1990)
- My Resistance Is Low (Accurate, 1995)
- The Sky Has Melted Away con André Vida y Brandon Evans (1995)[5]
- When the Wind Was Cool (RCA, 1997)
- The Long Way Home (RCA Victor/BMG, 1999)
- Open with Jed Wilson (Jazz Project, 2006)
- Whirlpool with Ran Blake (Jazz Project, 2011)
- Town and Country with Ran Blake (Sunnyside, 2017)